# I. Nékó
I. Nékó (?, i. e. 7. század – Memphisz, i. e. 664) az Újasszír Birodalom alsó-egyiptomi vazallusaként Szaisz fejedelme volt, feltételezések szerint fáraói titulussal, i. e. 672-től i. e. 664-ig, a XXVI. dinasztia alapítója volt.

Fia, I. Pszammetik volt az utódja.

## Élete
Assur-bán-apli asszír király I. e. 667-ben hadjáratot küldött Felső-Egyiptomba a núbiai Taharka fáraó ellen és Memphisznél legyőzte Taharkát, aki Thébába majd Napatába menekült, és soha többé nem látta viszont Egyiptom földjét. Assur-bán-apli elrendelte az ellenfél üldözését. Mielőtt erre sor került volna, a Nílus-delta hűbéresei (köztük Nékó is) fellázadtak, így a hadsereg inkább azokat verte le. A főkolomposokat a király színe előtt kivégeztették, kivéve Nékót, akit Assur-bán-apli megerősített posztján.
I. e. 664-ben elhunyt Taharka. Utóda, Tanutamon még ebben az évben indított rohamot Memphisz ellen, ahol legyőzte az egyiptomi asszír-vazallus szövetségesek seregét. (Nekó is itt halhatott meg.)